# オーギュスタン・ジャン・フレネル

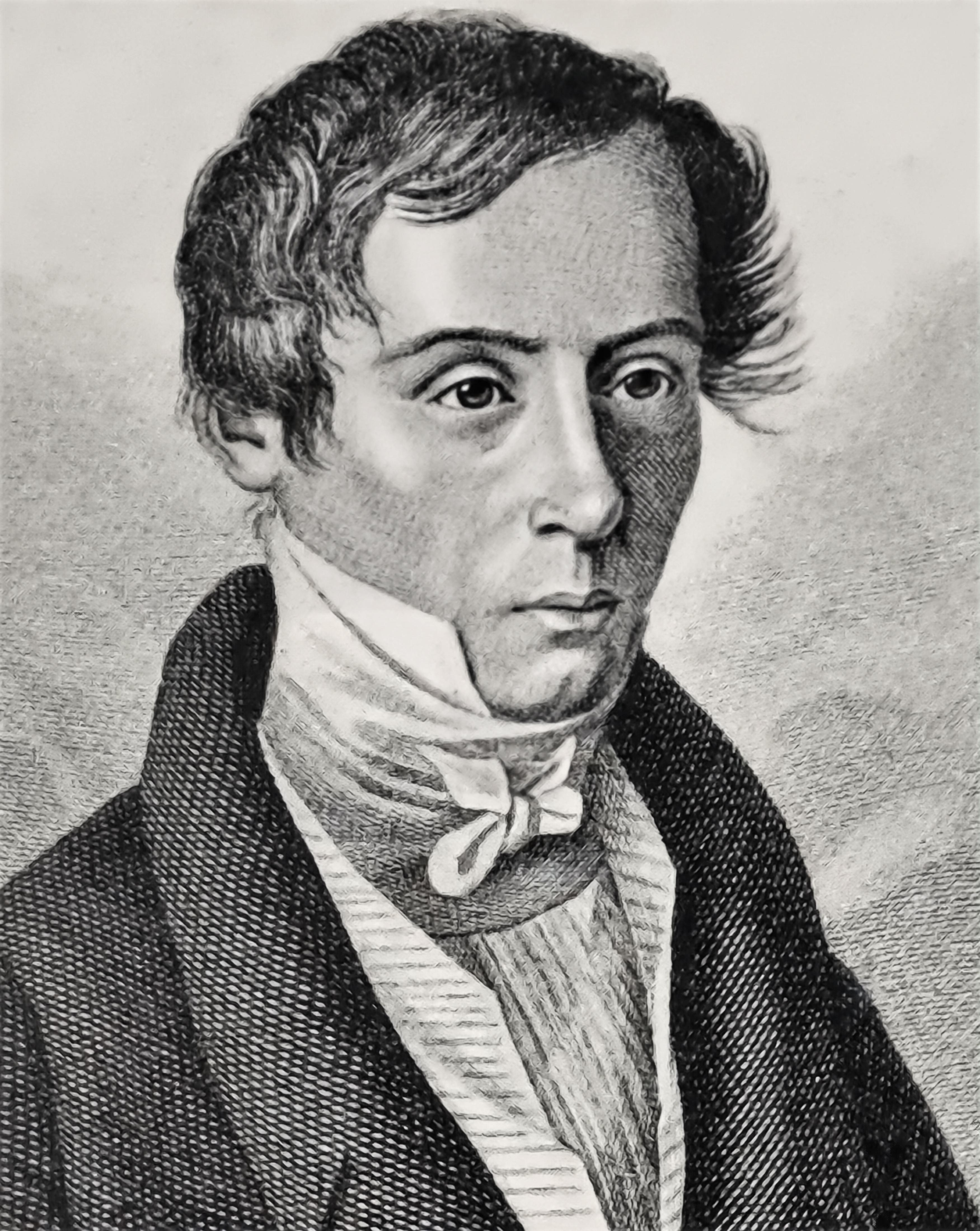
オーギュスタン・ジャン・フレネル

Oeuvres complètes, 1866

オーギュスタン・ジャン・フレネル（Augustin Jean Fresnel、1788年5月10日 -  1827年7月14日）は、フランスの物理学者、土木技術者。トマス・ヤングとは独立に光の波動説を唱え、光の回折や複屈折現象など、光学に関する理論的研究を行った。また、フレネルレンズを発明するなど、実用的な研究にも業績をのこした。

## 生涯
フレネルは、1788年にノルマンディーのブログリで誕生した。父は建築家であった。子供時代は8歳になっても読み書きが出来なかった。16歳でエコール・ポリテクニークに入学。そこで卓越した才能を示した。2年後、国立土木学校（Ecole Nationale des Ponts et Chaussees）に入学。卒業後、ヴァンデ県、ドローム県、イル＝エ＝ヴィレーヌ県の技師を歴任し、道路建設などに携わった。彼は仕事の合間に光学に関する実験などを行った。
1815年、失脚していたナポレオン・ボナパルトがエルバ島を脱出して、フランス本土に上陸した。フレネルは国王ルイ18世のために戦おうとしたが、このために技師としての職を失い、警察によって軟禁状態におかれてしまった。
失職したことによりフレネルは自由な時間を得、光学の実験に没頭することができた。この時期に、光の波動性によって回折現象が説明できることを示した（「フレネル回折」を参照）。ナポレオンの百日天下が終わり、ルイ18世が再び即位すると、彼も復職しパリにて技師としての仕事を再開した。
その後も、仕事の傍ら光学の研究を行った。クリスティアーン・ホイヘンスやトマス・ヤングらによる、従来の「光の波動説」では光は音波と同様、縦波であると考えられていた。フレネルは、偏光の振る舞いから、光の波動説を実証し、かつその振動方向は進行方向に対して垂直な横波であるという結論を得た。この結果は1818年に論文として発表された。フレネルの光学理論は、複屈折現象などを上手く説明できることが明らかになり、広く受け入れられる様になった。また同年、地球のような運動する物体の光行差についての研究を行った。この研究はマイケルソン・モーリーの実験の基礎を与えるものであり、さらには特殊相対性理論につながるものであった。
その後、フランソワ・アラゴと共に光学理論をまとめあげ、1823年、「反射が偏光に与える諸変形の法則に関する論文」として発表した。この功績により同年、フランス科学アカデミーの会員に選ばれた。さらに1824年にはロンドン王立協会からランフォード・メダルを受賞し、翌年に王立協会の外国人会員に選ばれた。
フレネルは実用的な研究にも業績をのこした。灯台を開発する際、それまでは1枚の巨大なレンズが作られていたが、薄い複数枚のレンズを組み合わせて同様の性能のレンズを開発した。このレンズは現在でもフレネルレンズと呼ばれている。
フレネルは病弱であり、絶えず病気に悩まされ続けた。1827年、結核により39歳で死亡。